# Yumi Ishikawa
Yumi Ishikawa, (Komaki, 1 de enero de 1987), en japonés 石川 優実 (Ishikawa Yumi), es una actriz,modelo, activista política y escritora japonesa. Fundó el KuToo movement. En 2019, fue incluida en la lista 100 Women de la BBC.

## Trayectoria
Ishikawa nació el 1 de enero de 1987en Komaki, Prefectura de Aichi, creció en Tajimi, Prefectura de Gifu.
En 2004 comenzó su carrera como ídolo del huecograbado.Desde entonces, ha lanzado más de 30 DVD con imágenes y ganó el concurso Cream Girl. Comenzó a actuar en 2008. En 2014 protagonizó la película Onna no Ana. Y apareció en películas como Yuwaku wa Arashi no Yoru ni  e Itsuka no Natsu.

### Movimiento KuToo
En enero de 2019, escribió una queja sobre el requisito de usar zapatos de tacón en el trabajo, la cual fue compartida casi 30.000 veces en Twitter. A raíz de esta acción lanzó una petición en línea para pedir una ley que prohíba a los empleadores obligar a las mujeres a usar tacones altos. El nombre del movimiento KuToo deriva de las palabras japonesas para zapatos (kutsu) y dolor (kutsū), así como del movimiento Me Too.En junio de 2019, presentó la petición al Ministerio de Salud, Trabajo y Bienestar Social de Japón.

## Reconocimientos
En octubre de 2019, fue incluida en la lista anual de la BBC que reconoce la labor de 100 mujeres de todo el mundo.

## Filmografía

### Largometrajes
- En 2014, Onna no Ana. Dos años después en 2016,Yuwaku wa Arashi no Yoru ni  y en 2018, Itsuka no Natsu.

## Obra
- #KuToo (2019) ISBN 9784768458686

### Libros de fotos
- En 2014, Act.1 ISBN 9784812489239, un año más tarde en 2015, Watashi no Naka no Akuma ISBN 9784801905740